# Саркоди, Кофи
Кофи Квартенг Фремпонг Саркоди (англ. Kofi Kwarteng Frempong Sarkodie; род. 22 марта 1991, Дейтон, Огайо, США) — американский футболист, защитник.

## Клубная карьера
Саркоди — воспитанник академии Ай-эм-джи. В 2008—2010 годах он играл за футбольную команду Акронского университета — «Акрон Зипс». В 2010 году он также числился в клубе лиги USL PDL «Мичиган Бакс», но не сыграл ни одного матча.
13 января 2011 года на супердрафте MLS Саркоди был выбран в первом раунде под общим седьмым номером клубом «Хьюстон Динамо». Его профессиональный дебют состоялся 25 марта в матче против «Сиэтл Саундерс». 11 ноября 2012 года в поединке плей-офф против «Ди Си Юнайтед» он забил свой первый гол в профессиональной карьере. С «Динамо» Кофи дважды выходил в финал Кубка MLS.
1 апреля 2016 года Саркоди перешёл в «Сан-Хосе Эртквейкс» за целевые распределительные средства. За «Эртквейкс» он дебютировал 16 апреля в матче против «Портленд Тимберс». 26 января 2017 года он подписал новый контракт с клубом. По окончании сезона 2017 контракт Саркоди с «Эртквейкс» истёк.
13 июля 2018 года Саркоди подписал контракт с клубом чемпионата Швеции «Треллеборг». В Аллсвенскане он дебютировал 30 июля в матче против «Хаммарбю». По окончании сезона 2018 Саркоди покинул «Треллеборг».
27 февраля 2021 года Саркоди возобновил футбольную карьеру, подписав контракт с клубом Чемпионшипа ЮСЛ «Остин Боулд» на сезон 2021. За «Остин Боулд» он дебютировал 3 июня в матче против «Эль-Пасо Локомотив». 7 июля в матче против «Рио-Гранде Валли Торос» он забил свой первый гол за «Остин Боулд».

## Международная карьера
В 2007 году Саркоди принял участие в юношеском чемпионате мира в Южной Корее. На турнире он сыграл в матчах против команд Таджикистана.